# Metagonyleptes carinatus
Metagonyleptes carinatus is een hooiwagen uit de familie Gonyleptidae.